# Canadair CP-107 Argus
Canadair CP-107 Argus (CL-28) là một loại máy bay trinh sát biển, do hãng Canadair thiết kế chế tạo cho Không quân Hoàng gia Canada (RCAF) và Canadian Forces (CF).

## Biến thể

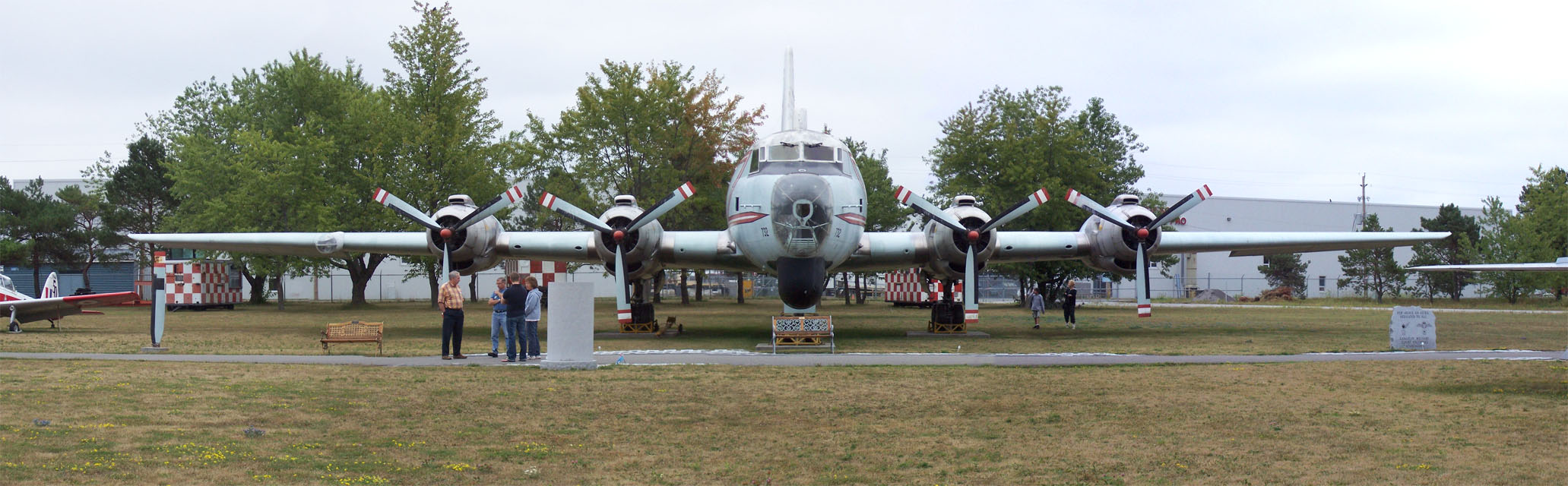
CP-107 tại Bảo tàng Không quân Quốc gia Canada

- Argus Mk 1:
- Argus Mk 2:

## Quốc gia sử dụng
Canada
- Không quân Hoàng gia Canada
- Lực lượng Vũ trang Canada

## Tính năng kỹ chiến thuật
Dữ liệu lấy từ The Encyclopedia of World Aircraft
Đặc điểm tổng quát
- Tổ lái: 15
- Chiều dài: 128 ft 9.5in (39,26 m)
- Sải cánh: 142 ft 3,5in (43,37 m)
- Chiều cao: 38 ft 8 in (11,79 m)
- Diện tích cánh: 2.075 sq ft (192,77 m²)
- Trọng lượng rỗng: 81.000 lb (36.741 kg)
- Trọng lượng cất cánh tối đa: 157.000 lb (71.214 kg)
- Động cơ: 4 ×  Wright R-3350 TC18EA1 Turbo-Compound, 3.700 shp (2.535 kW)  mỗi chiếc

 Hiệu suất bay 
- Vận tốc cực đại: 315 mph (507 km/h)
- Vận tốc hành trình: 207 mph (333 km/h)
- Tầm bay: 5.900 mi (9.495 km)
- Trần bay: 25.000 ft (7.620 m)

Trang bị vũ khí

Tối đa 8.000 lb bom, bom chìm, ngư lôi, mìn và 3.800 lb tên lửa không đối diện và vũ khí không điều khiển